# La Neuville-lès-Bray
La Neuville-lès-Bray è un comune francese di 276 abitanti situato nel dipartimento della Somme nella regione dell'Alta Francia.

## Società

### Evoluzione demografica
Abitanti censiti